# Patreksfjörður

## Características
En 2013 contaba con 651 habitantes. Lleva su nombre en honor a San Patricio, el guía espiritual de Örlygur Hrappson, la primera persona que se estableció en el lugar. Su principal actividad económica es la pesca.
Cuenta con una piscina, un banco, una zona de camping, cuatro casas para invitados, un hotel, dos restaurantes, dos cafés y una gasolinera.
Cuenta también con un hospital, una comisaría de policía y la alcaldía del municipio de Vesturbyggð.

## Transporte
La localidad y sus alrededores cuentan con el Aeropuerto de Patreksfjörður.